# DR-Kleinlokomotive Leistungsgruppe II

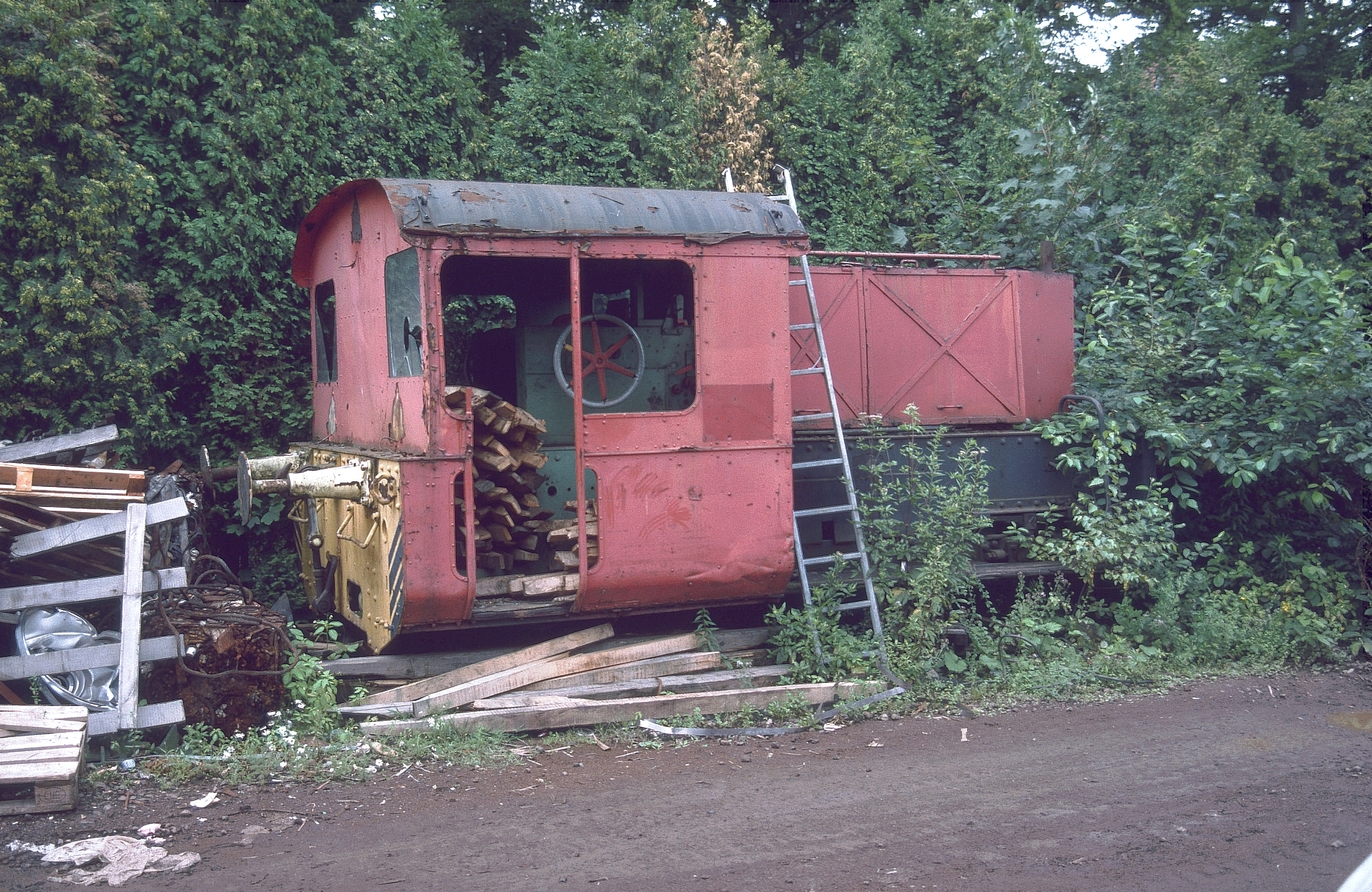
Abgestellte ehemalige DRG Kb 4044, Neuwied, 1989

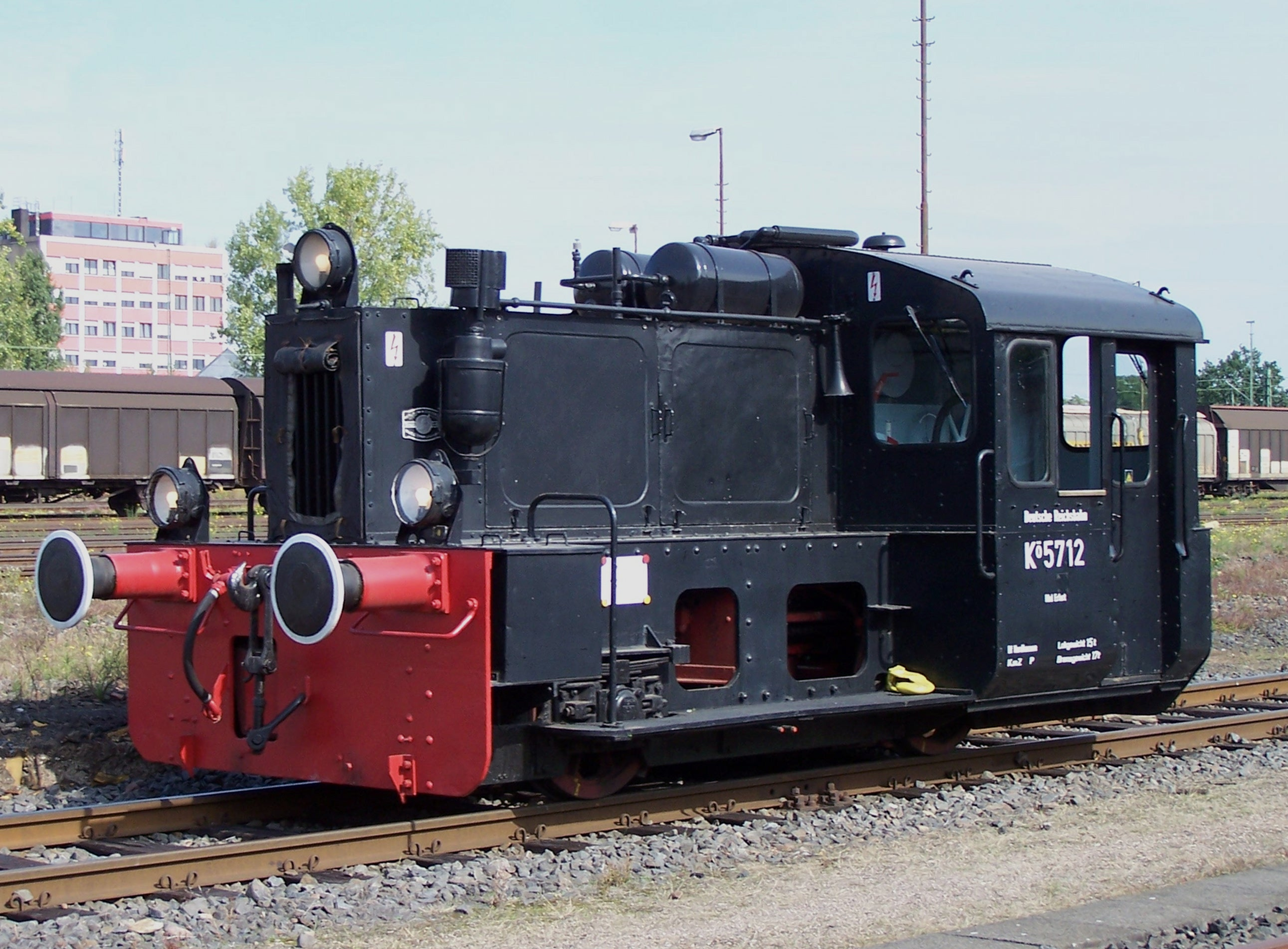
Kö II 5712 der Historischen Eisenbahn Frankfurt

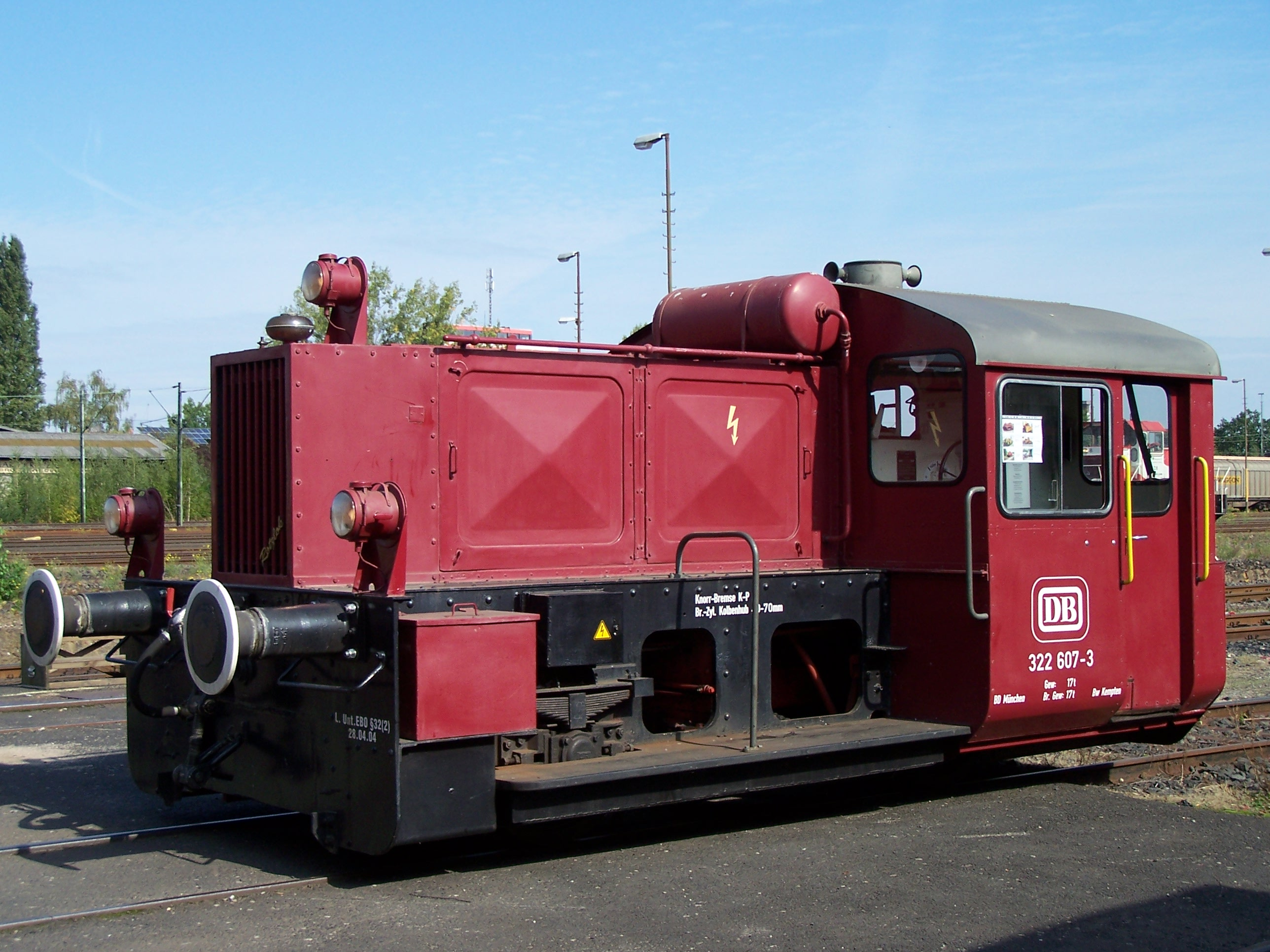
Köf II 322 607 der Historischen Eisenbahn Frankfurt

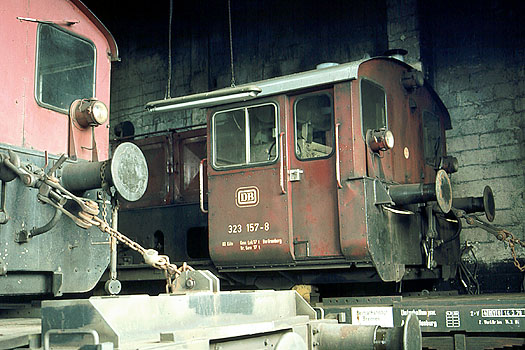
Köf II auf Flachwagen

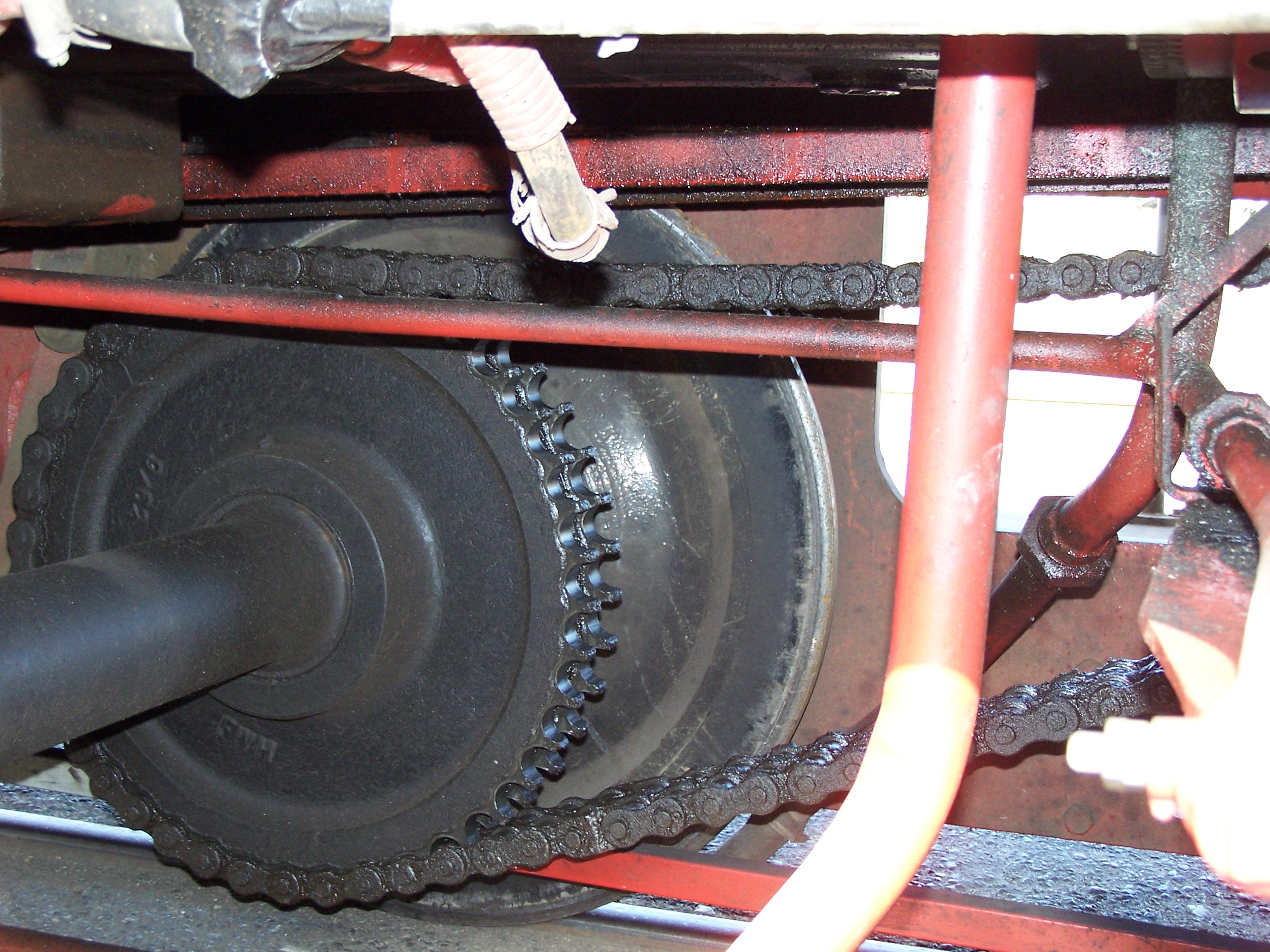
Kettenantrieb der Köf II 322 607

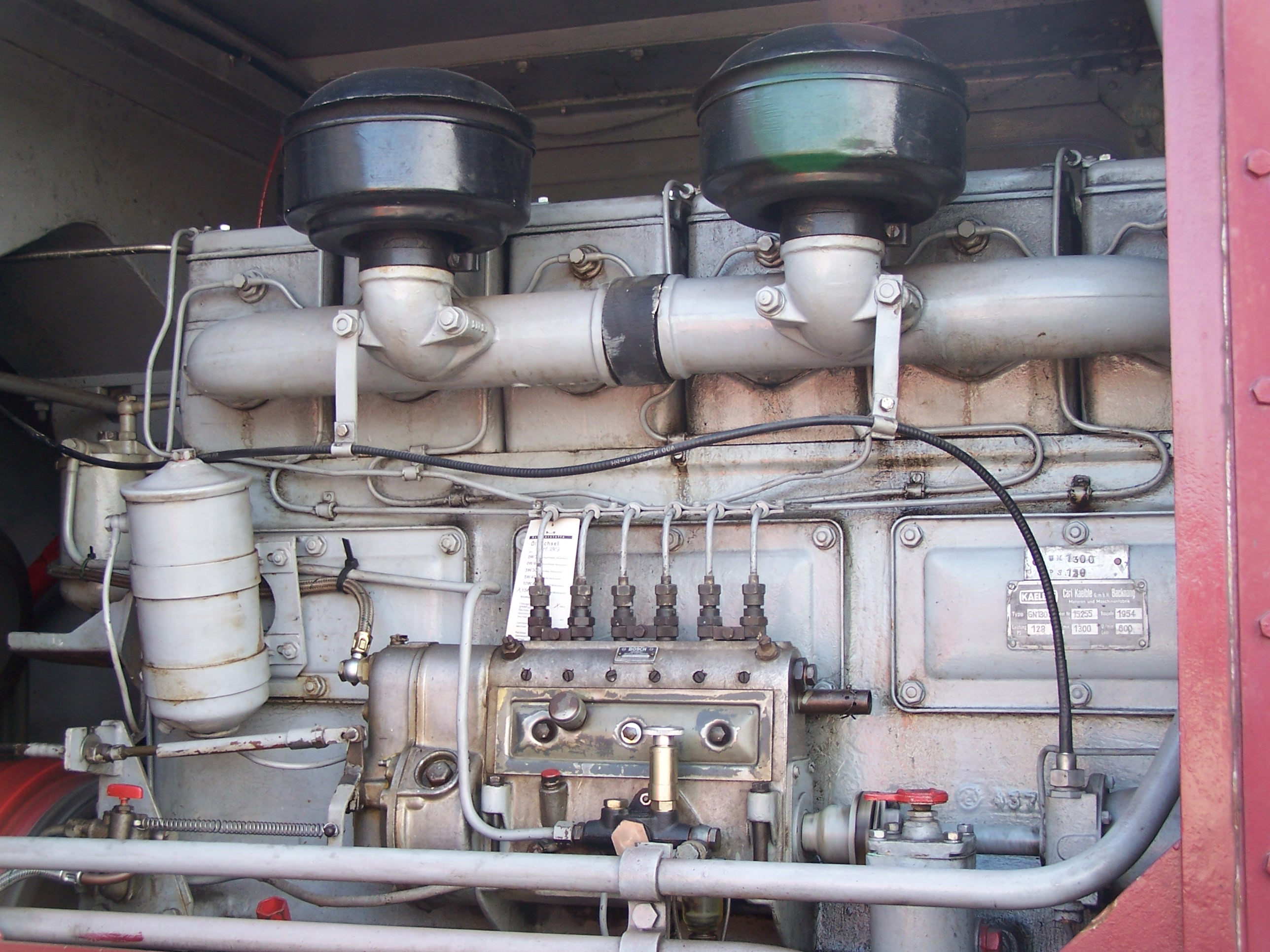
Motor der Köf II 322 607

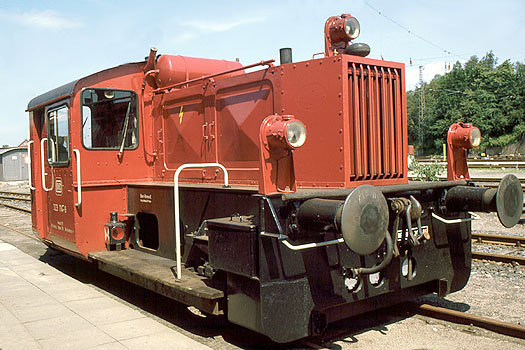
Köf II 323 114 der Deutschen Bundesbahn

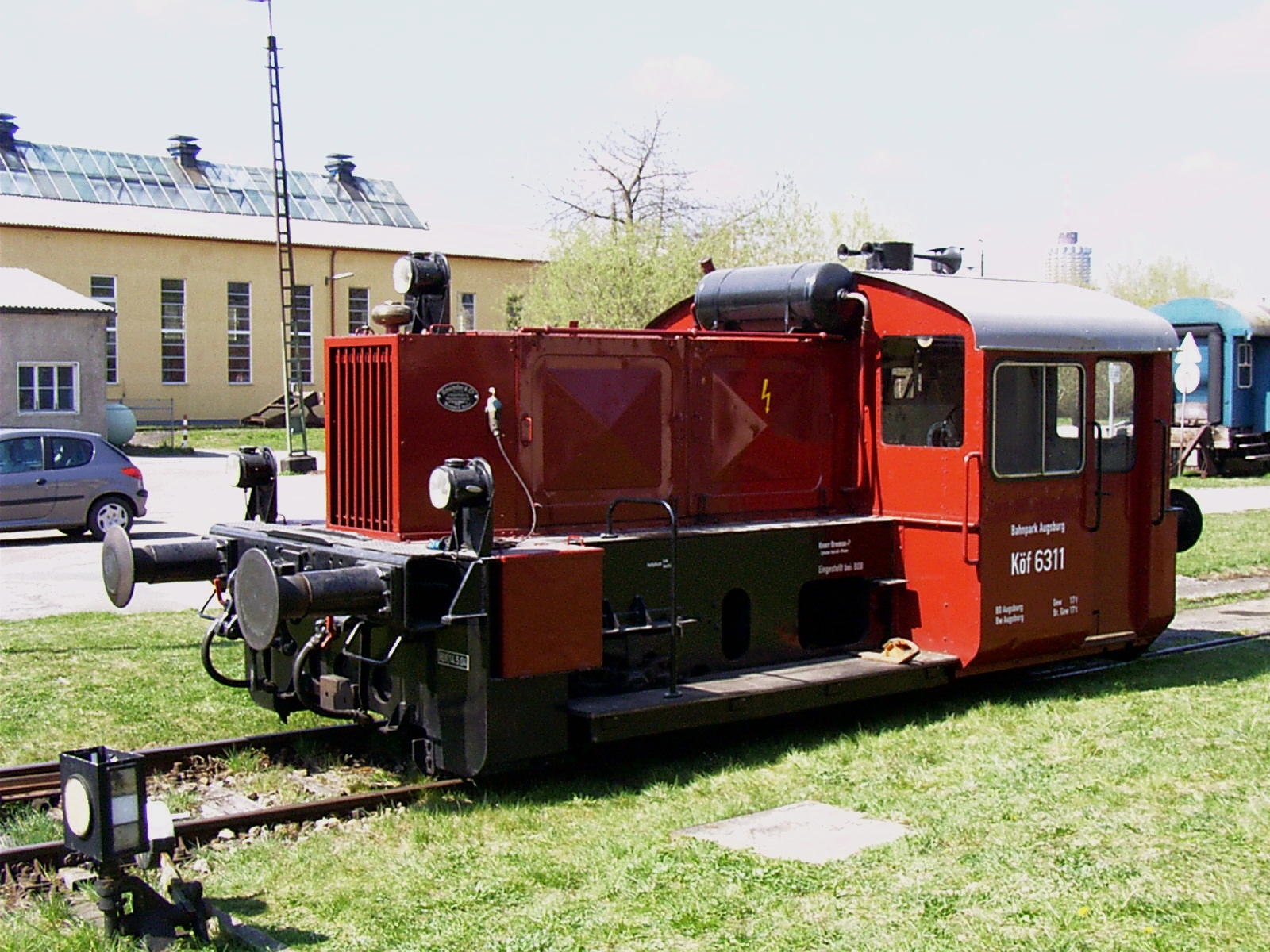
Betriebsfähige Köf II im Bahnpark Augsburg

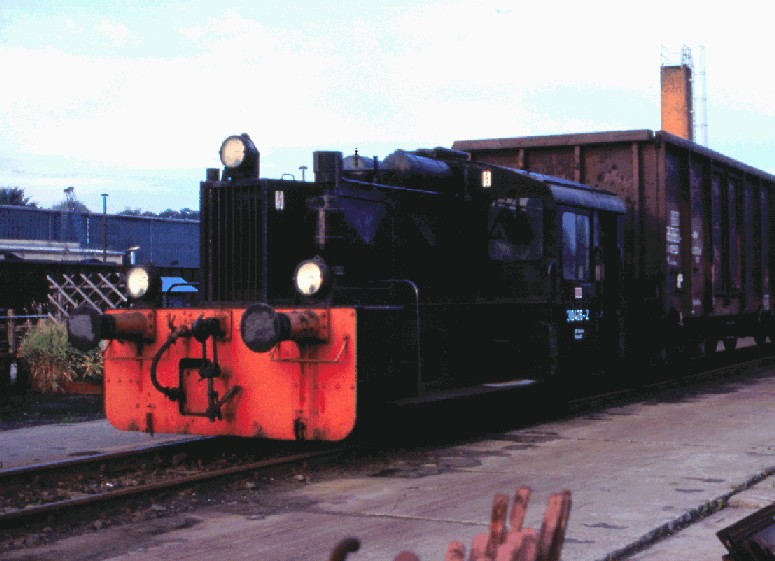
310 426 in Bad Salzungen (September 1995)

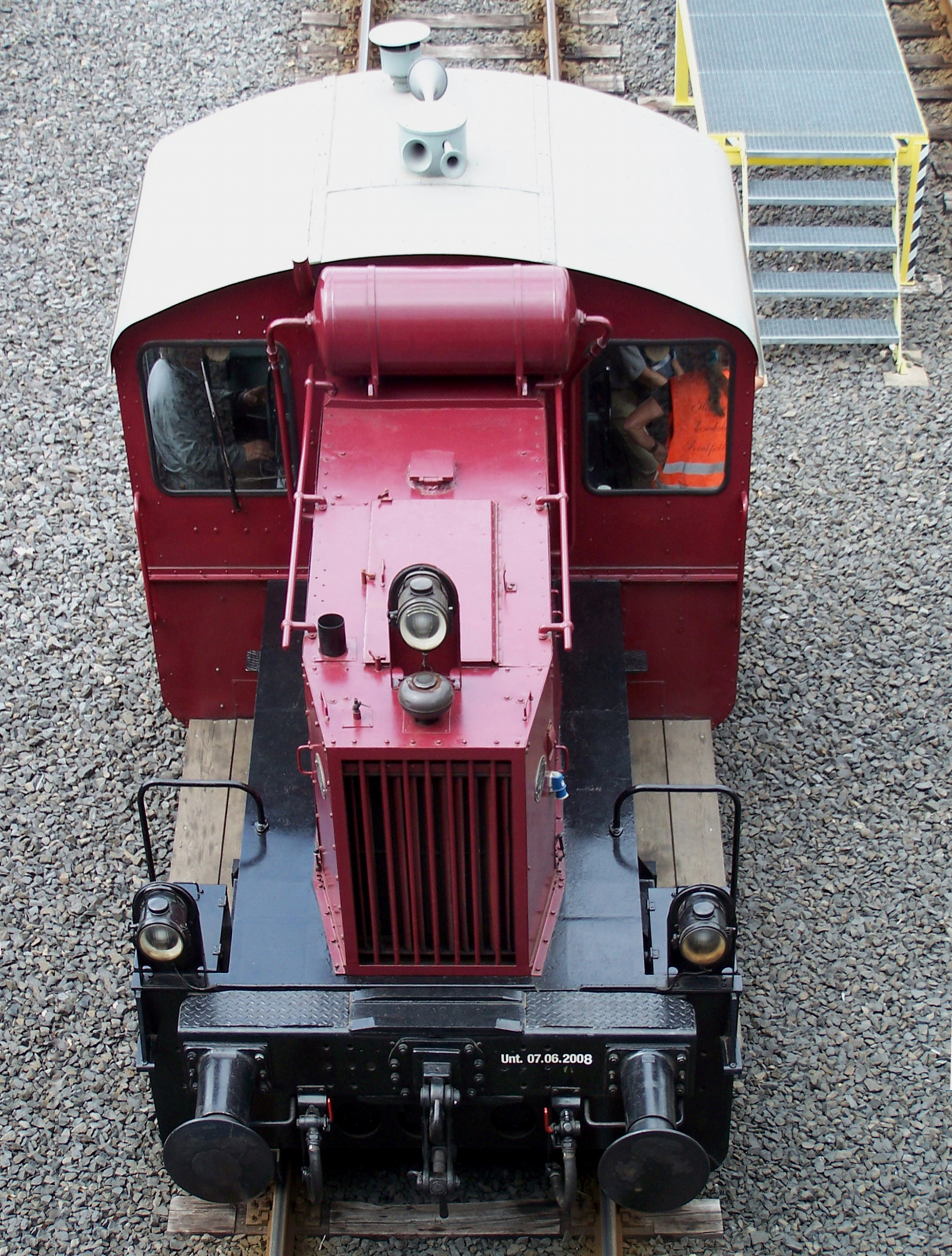
323 634 in Königstein im Taunus (Juni 2011)

Die Kleinlokomotiven der Leistungsgruppe II (Beispiel: Baureihe Kö II) wurden als Kleinlokomotiven – mit geringer Masse und geringer Antriebsleistung – für leichte Rangieraufgaben entwickelt. Sie wurden nach der Erprobung einiger Versuchslokomotiven ab 1932 bei der Deutschen Reichsbahn in Dienst gestellt und auf kleinen Bahnhöfen im leichten Verschub- und Rangierdienst eingesetzt.

## Geschichte
Kö und Köf (Kleinlokomotive mit Ölmotor [Dieselmotor], Flüssigkeitsgetriebe bei hydraulischem Antrieb) ist die Bezeichnung verschiedener Baureihen kleiner Diesellokomotiven der Deutschen Reichsbahn und der Deutschen Bundesbahn, die für den leichten Rangierdienst vorgesehen sind. Die Entwicklung dieser Fahrzeuge sollte die Abwicklung des Güterverkehrs wirtschaftlicher gestalten. Dazu sollte der entsprechend geschulte Aufsichtsbeamte die Rangieraufgaben mit der Lokomotive in Einmannbedienung erledigen können. Entsprechend wurden die Maschinen sparsam in Wartung und Unterhaltung entwickelt. Im Betrieb sollten sie ohne technisch geschultes Personal leicht bedienbar sein.
Den Bestellungen von Versuchslokomotiven unterschiedlicher Bauarten und von verschiedenen Herstellern im Jahre 1930 gingen einerseits der Probebetrieb mit einer von Windhoff im Jahre zuvor zur Verfügung gestellten Maschine – Fabriknummer 213, später übernommen als Kb 4037 – in der RBD Münster voraus. Andererseits wurden die guten Betriebsergebnisse eines ab 1927 von der BMAG an die Niederländische Staatsbahn gelieferten Rangierfahrzeug der Baureihe NS 101 bis NS 119 berücksichtigt. Aus dieser Serie ist die originale NS 103 erhalten geblieben und ein baugleiches in Lizenz von Werkspoor gefertigtes Fahrzeug. An dieser Bauart orientierten sich auch die ersten von BMAG an die Reichsbahn gelieferten Versuchslokomotiven.
Von den 18 im Jahre 1930 in Betrieb genommenen Versuchslokomotiven kamen anlässlich der 1931 eingeführten Klassifizierung aufgrund der Leistung und damit einhergehenden Umzeichnung 16 Lokomotiven in die Leistungsgruppe II als 4000–4015, geführt von Kö/Kb/Ks – je nach Antriebsart. Keine der Maschinen mit Verbrennungsmotor war länger als eine Dekade in Staatsbahndiensten oder wurde allenfalls noch kurze Zeit als Gerät im internen Verschub weiter verwandt. Dagegen waren alle vier Akku-Lokomotiven nahezu vierzig Jahre im Betriebsdienst; eine davon wurde nach ihrem Verkauf als Werkslokomotive bis Ende der 1980er eingesetzt.
Es folgten bis 1932 weitere Prototypen verschiedener Hersteller und unterschiedlichster Technik in Kleinserien, eingereiht als Kö bzw. Kb 4016–4064. Vorgeschrieben waren lediglich ein an den Fahrzeugenden liegender, breiter Führerstand und ein entsprechend tief herunter gezogener Rahmen, elektrische Beleuchtung und Sicht auf die einfache Rangierkupplung. Wartung und Ausbesserung sollten ohne Arbeitsgrube möglich sein. So entstanden Varianten mit Blindwelle, Duplex-Rollenketten, Außen- oder Innenrahmen, Verbrennungsmotoren mit mechanischer oder elektrischer Kraftübertragung und auch Zweikraftlokomotiven. Auch diese Splittergattungen schieden bis 1938 bereits aus dem regulären Dienst aus und wurden teilweise noch 10–20 Jahre weiterhin nur noch im werksinternen Verschub beschäftigt. Einzelne konnten noch an Werksbahnen verkauft werden, so standen Kb 4018 (BMAG), Kb 4030 (O&K), Kb 4041 (BMAG), Kb 4044 (BMAG) und Kb 4052 (Krauss-Maffei) noch bis in die 1970er Jahre in Privat- oder Werksbahndiensten, bevor sie verschrottet wurden.

## Technik
Als Energiequelle verfügten die Kleinlokomotiven zumeist über Dieselmotoren (alte Bezeichnung Kö/Köf/Köe), aber es gab sie auch mit Benzolmotor als Kb/Kbf/Kbe und mit elektrischen Batterien (Akku- bzw. Speicherlokomotiven: Ks/Ka) sowie als Einzelstück mit Dampfmotor. Der dritte Buchstabe bezeichnet die Art der Kraftübertragung. Fehlt er, so hat die Lok ein Schaltgetriebe, das f steht für ein Flüssigkeitsgetriebe und das e für elektrische Fahrmotoren, die durch einen dem Motor nachgeschalteten Generator gespeist wurden. Köf steht also für Kleinlok mit Öl-(Diesel-)Motor und Flüssigkeitsgetriebe.
Die Lok war klein, hatte Regelspurbreite, füllte aber das Lichtraumprofil nach oben nur zur Hälfte aus. Dadurch konnte sie zur Überführung auf Flachwagen verladen werden. Nötig war das, weil eine Überführung aus eigener Kraft durch die Höchstgeschwindigkeit von 30 km/h den Verkehr stark behindert hätte. Das tiefliegende Führerhaus (ursprünglich mit offenen Seiteneinstiegen ohne Türen) erlaubte es dem Kleinlokbediener, zum Kuppeln und Entkuppeln schnell auszusteigen.
Die Diesel-Kleinlokomotiven waren die ersten deutschen Diesellokomotiven, die von mehreren Herstellern in Serie gebaut wurden. Man teilte sie zunächst in zwei Leistungsgruppen ein:
- Lg I (bis 50 PS)
- Lg II (51 bis 150 PS)

Nach den ersten 65 Lieferungen der Lg II aus Prototypen beziehungsweise Kleinserien mit unterschiedlichen Antriebsarten und Bauformen des Lokkastens wurde zuerst dieser im Jahre 1932 in seinen Hauptabmessungen vereinheitlicht. Im Folgejahr kam es im Rahmen eines Arbeitsbeschaffungsprogramms zu einer ersten Bestellung über 150 Stück dieser vereinheitlichten Motorkleinlokomotive an die an der Entwicklung beteiligten Firmen. Den Anfang machte Betriebsnummer Kb 4065 von BMAG; die folgenden Lieferungen wurden – abgesehen von einer Maschine in Speichertechnologie, dem Unikat Ks 4071, und einer Gruppe von Zweikraftlokomotiven mit den Bezeichnungen Kbs 4073 bis 4077 – fortlaufend nummeriert. Bezüglich Motoren und Getriebe wurde zunächst weiter experimentiert. Die Kombination aus Dieselmotor und hydraulischem Getriebe, die sich ab dem Jahre 1938 durchsetzte, füllt den vorhandenen Raum des Vorbaus nur etwa zur Hälfte aus.
Die Bremsleistung der Kö war zunächst nur durch das Gewicht des Lokführers und die dadurch maximal mögliche durch das Bremspedal übertragene Kraft bestimmt. Durch den Einsatz neuer, stärkerer Motoren (bis 128 PS) und der damit verbundenen Zugkrafterhöhung erwies sie sich zunehmend als zu gering; daher wurden viele Kleinloks bei DB und DR mit einer Druckluftbremse ausgestattet. Die DR-Loks erhielten allerdings keinen eigenen Bremszylinder, sodass ausschließlich die mitgeführten Wagen mit Luft gebremst werden. Bei der DB wurde die zulässige Höchstgeschwindigkeit im Rahmen des Einbaus der Druckluftbremsen teilweise von 30 km/h auf 45 km/h angehoben. Die mit Druckluftbremse ausgerüsteten Kö sind leicht an den Druckluftbehältern auf dem Vorbau zu erkennen. Nur ein Teil der DB-Loks erhielt die übliche selbsttätige Knorr-Druckluftbremse. Der andere Teil erhielt eine Bremse der Bauart Kdi (Knorr Direkt-Indirekt). Bei dieser Bremsbauart verfügt die Lokomotive selbst nur über eine direkt wirkende und damit nicht selbsttätige Druckluftbremse, stellt aber über ein Relaisventil eine UIC-kompatible selbsttätige Druckluftbremse für den Wagenzug zur Verfügung. Die Lokomotiven sind von beiden Seiten des Führerstands bedienbar; die vollständige Instrumentierung der Druckluftbremse ist jedoch oft nur einseitig rechts vorhanden, wo sie für die Streckenfahrt gebraucht wird.
Da der offene Führerstand im Winter keinen nennenswerten Wetterschutz bot, wurde dieser ebenfalls im Zuge von Hauptuntersuchungen ab Ende der 1950er Jahre umgebaut.

### Technik der KöfII
Das Fahrschalterhandrad ist mit der Einspritzpumpe und dem Getriebefüllventil mechanisch direkt verbunden. Es hat die Stellungen „Null“ (Getriebe entleert, Motor in Leerlaufdrehzahl), „Füllen“ (Getriebe füllt, Motor weiter in Leerlaufdrehzahl) und einen Regelbereich „Fahren“, in dem die eingespritzte Kraftstoffmenge stufenlos durch den Triebfahrzeugführer verstellt werden kann. Ein einfacher Fliehkraftregler begrenzt die Leerlauf- und Höchstdrehzahl des Dieselmotors. Eine Getriebeteilfüllung ist nur über ein stufenloses Verdrehen des Handrads im Bereich „Füllen“ möglich. Eine elektrische Wandlerteilfüllung (wie bei größeren dieselhydraulischen Lokomotiven) ist nicht möglich. Eine mechanische Getriebesperre verhindert die Betätigung des Getriebefüllventils, wenn die Lok gegen unbeabsichtigte Bewegung gesichert (Beim Verlassen des Führerstand soll der Dieselmotor abgestellt oder die Getriebesperre eingelegt werden) oder die Motordrehzahl im Stand zum Luftpumpen erhöht werden soll. Eine Feder nimmt bei eingelegter Getriebesperre die ansonsten auf das Füllventil wirkenden Kräfte auf und stellt auch das Fahrschalterhandrad in Nullstellung zurück, wenn dieses losgelassen wird. Eine Sicherheitsfahrschaltung ist bei den Köf der Leistungsgruppe II nicht vorhanden. Der Motor wird durch einen separaten Abstellgriff abgestellt; („Abstellen“) (die Einspritzpumpe wird in Stellung Nullförderung gezogen, der Dieselmotor stellt ab).

## Weiterentwicklung in der Nachkriegszeit
Während bei der DB noch nach dem Krieg insgesamt über 700 Maschinen der Leistungsgruppe II neu gebaut und weiterentwickelt wurden, entstanden in der DDR neben 32 im RAW Dessau (um-)gebauten Kleinloks der Lg II (darunter die letztgebaute Lg II von 1968) lediglich zwei Neubauten für die DR. Andererseits entwickelte LKM in Babelsberg – der klassischen Kleinlok sehr ähnlich sehend – aus der Lg II den Typ N3 (Kettenantrieb/60 PS) bzw. aus dem O&K-Typ RL8 den Typ N4 (Stangenantrieb/90 PS), von denen insgesamt über 360 Fahrzeuge ausschließlich an Industriebetriebe geliefert wurden. Die erste richtige Weiterentwicklung in der DDR war die V 10 B (mit ihren Weiterentwicklungen zur V 15 / V 22 / V 23) aus dem Hause Babelsberg. Man fasste wie auch bei der DB den Entschluss, eine Kleinlok der Leistungsgruppe III zu bauen, verwarf diesen Plan allerdings und entwickelte stattdessen die DR-Baureihe V 60.
Die DB entwickelte später eine dritte Leistungsgruppe als DB-Baureihe Köf III mit bis zu 240 PS. 1987 wurden auch die Diesellokomotiven der Baureihen 260/261 (bis 1968 DB-Baureihe V 60) den Kleinlokomotiven zugeordnet, ebenso 1992 die Baureihen 104–106 (bis 1970 DR-Baureihe V 60).
Von der Industrie wurden zahlreiche Lokomotiven der Lg II direkt an Privatbahnen, Militär und Industriebahnen geliefert. Weitere Köf II gelangten nach ihrer Ausmusterung bei der DB in private Hände.

## Weiterentwicklung in Dänemark
Von 1966 bis 1969 beschafften die Danske Statsbaner von Frichs insgesamt vierzig Kleinlokomotiven des Typs Køf, der stark an die Köf II angelehnt war. Der Motor stammte von Leyland Motors und das Führerhaus wurde etwas moderner gestaltet. Einzelne Lokomotiven sind heute noch im Einsatz.

## Bezeichnungen
- Deutsche Reichsbahn-Gesellschaft:
  - Leistungsgruppe II, Kb/Kbe/Kbf/Kbs/Kö/Köe/Köf/Ks 4000 bis 5406 (ab 5124 kriegsbedingt teilweise an private Abnehmer geliefert bzw. Bestellungen annulliert), 5707 bis 5709, 5801 und 5802 (insgesamt 1282 Lieferungen an DR)
- Deutsche Bundesbahn:
  - Kb/Kö/Köe/Köf 6000 bis 6047 (Übernahmen von der deutschen Wehrmacht und kriegswichtigen Betrieben)
  - Neubau Köf 6100 bis 6835 (sowie Ka 4992" und 4993")
  - 1968 Umzeichnung in Baureihe 321–324
  - Baureihe 321: Vmax = 30 km/h, Fußbremse, Umbau in 322–324 bis Februar 1974 abgeschlossen
  - Baureihe 322: Vmax = 30 km/h, Druckluftbremse
  - Baureihe 323–324: Vmax = 45 km/h, Druckluftbremse
- Deutsche Reichsbahn:
  - Kö/Köf 5710 bis 5753 (Übernahmen von der deutschen Wehrmacht und kriegswichtigen Betrieben)
  - Neubau Kö 4002" bis 4032" sowie Kö 5754 und 5755
  - 1970 Umzeichnung in Baureihe 100
  - 1973 Umzeichnung der Schmalspur-Kö in Baureihe 199
- Deutsche Bahn AG:
  - 1992 Umzeichnung der DR-Baureihe 100 in DB-Baureihe 310
  - Die letzten Exemplare der Baureihen 310, 323 und 324 wurden in der zweiten Hälfte der 1990er Jahre ausgemustert.

## Verbleib

### Deutsche Bundesbahn
Bis 1974 lief ein Vereinheitlichungsprogramm, bei dem die Vorkriegslokomotiven die auch bei den Nachkriegsserien verwendeten Deutz- oder Kaelble-Dieselmotoren, Druckluftbremsen sowie ein hydraulisches Getriebe von Voith mit drei Gängen erhielten.
In den 1980er Jahren waren noch zahlreiche Köf II bei der DB im Einsatz (zum Teil über fünfzig Jahre alt – 323 412 und 323 415 waren eine Zeit lang älteste Lokomotiven der Deutschen Bundesbahn), dazu eine Handvoll batteriebetriebener Kleinloks, DB-Baureihe 381 und 382.

### Deutsche Reichsbahn
1970 zeichnete die Deutsche Reichsbahn 378 Maschinen der Leistungsgruppe II in die EDV-Baureihenbezeichnung Baureihe 100 um. Die Motoren der Vorkriegslokomotiven wurden nach und nach durch Motoren aus heimischer Produktion ersetzt. Vorhandene hydraulische Getriebe wurden ab 1967 zurückgebaut und durch Rädergetriebe ersetzt. Nur etwa achtzig Kleinlokomotiven behielten bei der DR hydraulische Kraftübertragung; sie waren überwiegend eingereiht in der Unterbaureihe 100.8. Ihre Bezeichnung lautete im alten Nummernschema Köf. Sifa und Rangierfunk waren nicht üblich. Die Deutsche Reichsbahn baute viele Kö auf Druckluftbremse um; diese Maßnahme war bis zur politischen Wende in der DDR noch nicht abgeschlossen.
1983/84 wurden bei der DR zwei Kö II für die Industriebahn Halle (Saale) bzw. eine für die Harzer Schmalspurbahnen im Harz auf 1000 mm umgespurt. Dieser Lok folgten 1991 zwei weitere. Alle fünf Loks sind noch erhalten.

### Deutsche Bahn AG
Die Deutsche Bahn übernahm noch eine Reihe von Kleinlokomotiven von der Deutschen Bundesbahn und der Deutschen Reichsbahn. Die letzte 323 wurde 1999 ausgemustert.
Im Umzeichnungsplan von 1992 erhielten noch 318 Maschinen der DR-Baureihe 100 die neue Baureihenbezeichnung 310. Die letzte Lokomotive dieser Baureihe wurde 1998 ausgemustert.

### Privat- und Museumsbahnen
Es blieb bei zahlreichen anderen Eisenbahnunternehmen und Eisenbahnvereinen eine ganze Reihe von Köf II erhalten, sowohl vereinzelt noch im regulären Einsatz bei Werksbahnen (Stand 2020) als auch als Museumslokomotiven. Von den Vorserienloks der Reihungen Kö, Kb bzw. Ks 4000–4064 aus den Lieferungen bis zum Jahre 1932 hat außer zwei Akku-Lokomotiven von AEG keine überdauert.

### Einsatz im Ausland
Nach dem Zweiten Weltkrieg verblieben einige Lokomotiven bei den Italienischen Staatsbahnen (FS Baureihe 213). 
Die Österreichischen Bundesbahnen (ÖBB)  übernahm insgesamt 31 Loks der Leistungsgruppe II, welche sie in den Reihen X110, X111, X112, X130, X150 und X170 einordnete.   Dabei sind die Reihen X110-X112 jene Loks mit mechanischem Getriebe, X130 jene mit elektrischem Antrieb, X150 jene mit Flüssigkeitsgetriebe und X170 jene mit Akkumulator. Hierbei ist zu erwähnen, dass die X112.04 aus dem Einzelstück Kd 4994 mit Dampfmotor hervorging. Eine 32. Lok, die X130.03 ist eine von Henschel gelieferte Werkslok vom Typ DEL80, welche nicht der einheitlichen Konstruktion entspricht. 
Einzelne Loks verkehrten bis Mitte der 1950er Jahre bei der ČSD. Als Reparationsleistung gelangte eine einzige Maschine nach Frankreich zur SNCF, die sie im Pariser Bahnbetriebswerk La Chapelle einsetzte. Die bei Deutz gebaute, als Y DE 10110 bezeichnete Lok war grün mit roten Pufferbohlen lackiert und hatte pro Seite nur einen Scheinwerfer, der über dem rechten Puffer angebracht war. 1966 wurde sie in Y DE 18110 umgezeichnet, erhielt ein helleres Grün und gelbe Pufferbohlen. Um 1970 wurde sie an einen Schrotthändler verkauft, der sie für den Verschub von Schrottlokomotiven einsetzte.
Nach der Ausmusterung der Lokomotiven bei der Deutschen Bundesbahn ab 1979 gelangten mindestens 15 der Lokomotiven nach Italien. Um 1990 kamen dann weitere Maschinen in die Schweiz, wo sie bei diversen Betrieben und der Schweizerischen Südostbahn als Tm 2/2 im Einsatz stehen. Weitere Lokomotiven gelangten als Museumslokomotiven an die VVT in der Schweiz sowie zu diversen Niederländischen Museumsbahnen.
Die Kö 4462 verblieb nach dem Zweiten Weltkrieg in Norwegen und erhielt dort die Nummer Skd 211 61.